# Verzorgingsplaats Bruggelen
Verzorgingsplaats Bruggelen is een Nederlandse verzorgingsplaats, gelegen aan de zuidzijde van A1 Amsterdam-Oldenzaal tussen afritten 19 en 20 in de gemeente Apeldoorn.
De naam heeft deze verzorgingsplaats te danken aan het direct aangrenzende landgoed Bruggelen van Het Geldersch Landschap. Aangenomen wordt dat de naam van dit landgoed een verbastering is van Braclog, een woud dat al in 801 wordt vermeld.
De verzorgingsplaats heeft twee rijbanen, die van elkaar en van de snelweg gescheiden worden door kleine heuvels. Deze waren dicht begroeid met bomen, maar vrijwel alle begroeiing is in oktober 2011 op last van Rijkswaterstaat, de gemeente Apeldoorn, de politie en Het Geldersch Landschap verwijderd, en de heuveltjes zijn verlaagd. Reden was dat vanuit de verzorgingsplaats veelvuldig het achterliggende bos in werd getrokken en daar ongewenste activiteiten, zoals cruisen, afvaldump en drugshandel, plaatsvonden. Men hoopte dat met een vrij zicht vanaf de snelweg dit soort activiteiten zou worden teruggedrongen.
Ondanks deze bomenkap is het cruisen daar niet verminderd, en de mannen gaan nu dieper het bos in om een beschutte plek te vinden, dat nu wel overlast veroorzaakt. 

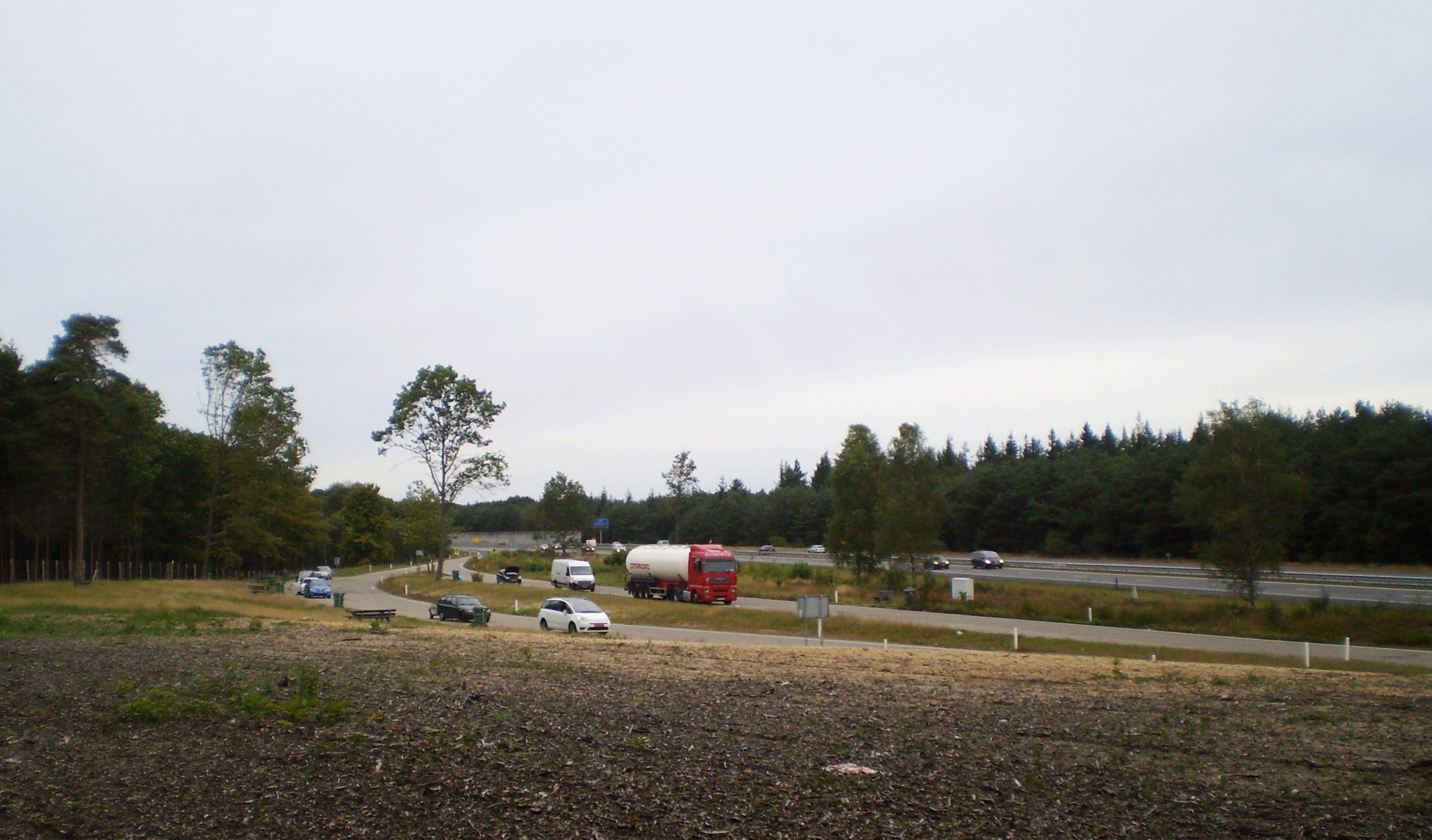
Bruggelen in september 2012

Richting Oldenzaal:
Honswijck · 
Ronduit · 
De Slaag · 
Palmpol ·
Tolnegen · 
Lucasgat · 
Bruggelen · 
De Paal · 
Boermark · 
Bolder · 
Het Lonnekermeer
Richting Amsterdam:
De Poppe · 
Het Veelsveld · 
Struik · 
De Hop · 
Vundelaar · 
De Hucht · 
De Strubben · 
Tolnegen · 
Aanschoten · 
Uilengoor · 
De Middelaar · 
Neerduist · 
Bastion · 
Hackelaar